# ナローニック
ナローニック(SS Naronic)は、ホワイト・スター・ラインが所有していた貨客船である。1893年2月11日、大西洋上で消息を絶った。

## 経歴
ナローニックは1892年5月26日に進水、7月15日に処女航海を行った。姉妹船にボヴィック（SS Bovic）がある。もともと貨物船として設計されていたが、4分の1の部分は客室になっていた。このような仕様になった背景には、当時ホワイト・スター・ラインがニューヨーク以外の航路での交通量が増加していた経験を有することがあった。また、この船は家畜を運搬することもできた。家畜運搬船としては当時世界最大であった。
ナローニックはリヴァプールからニューヨークへの処女航海の後、1893年2月に失踪するまでに5回（12回という説もある）の航海を無事にこなした。

## 失踪
1893年2月11日、ナローニックはリヴァプールからニューヨークへ向かっていた。当時、船には50人の船員と24人の牛飼いが乗っていた。途中ウェールズのアングルシー島ライナス岬(Point Lynas)で水先人を降ろした後、悪天候により荒れてきていた大西洋に向かった。これが、ナローニックが確認された最後の機会となった。
当時は無線電信がなく（マルコーニ社の前身となるワイヤレス・テレコム・アンド・シグナルの設立は建造の5年後である）遭難信号を発することは出来なかったために、洋上でナローニックに発生した事態について知る者はいない。ただ、2種類の証拠が、ナローニックの遭難を示唆するのみである。
イギリスの汽船コヴェントリー(SS Coventry)が、3月4日の午前2時頃と午後2時頃の2回、ハリファックスの東500マイルでナローニックの救命ボートを発見したという最初の報告を行った。午前2時頃に発見されたものは転覆しており、午後2時頃に発見されたものは水浸しであったという。また、最初にボートが発見された地点は、その後タイタニックが沈没した地点から19マイル(90マイルという説もある)離れたところだという。
2つ目の情報は、手紙の入った4本の空き瓶であった。瓶は3月3日にブルックリン区のベイリッジ、3月30日にヴァージニア州ノーフォークのオーシャンビュー、6月にアイリッシュ海のノース海峡、9月18日にマージー川のリヴァプール付近で発見された。
最初の瓶に入っていた手紙には、「1893年2月19日、ナローニックは沈没した。皆は神に祈った」と記されていた。この手紙には、"L. Winsel"というサインがあった。2本目の瓶に入っていた手紙には、次のように記されていた。
3:10 AM Feb.19. SS Naronic at sea. To who picks this up: report when you find this to our agents if not heard of before, that our ship is sinking fast beneath the waves. It's such a storm that we can never live in the small boats. One boat has already gone with her human cargo below. God let all of us live through this. We were struck by an iceberg in a blinding snowstorm and floated two hours. Now it 3:20 AM by my watch and the great ship is dead level with the sea. Report to the agents at Broadway, New New York, M. Kersey & Company. Goodby all.
以下日本語訳。脱字を修正した上で訳している。
2月19日午前3時10分、ナローニックは海上にありました。もしこれを誰か見つけたのなら、私たちの船は急速に波の下に沈みつつあることを、代理人に伝えてください。激しい嵐で、私たちは小さなボートで到底生き延びることはできません。既に一隻のボートは、乗員を乗せたまま沈んでしまいました。神よ、どうか私たちを生き永らえさせてください。船は激しい吹雪の中で氷山にぶつかり、2時間漂流していました。午前3時20分、船は沈んでいきました。ニューヨーク、ブロードウェイのM Kersey & Companyの代理人に伝えてください。さようなら、皆さん。
この手紙には、"ジョン・オルセン、牛飼い"(John Olsen, Cattleman)というサインがあった。
3本目の瓶に入っていた手紙には、「ナローニックは氷山に突っ込み、すぐに沈没した」と記されていた。この手紙には"Young"というサインがあった。
そして、4本目の瓶に入っていた手紙には、次のように記されていた。
All hands lost; Naronic; No time to say more....T(全員死亡、ナローニック。これ以上述べる時間はない....T)
これらの手紙には全てサインがあったが、1枚目の手紙にあった"L. Winsel"という名前は、乗船名簿には存在しなかった。2枚目の手紙のジョン・オルセンについても、"ジョン・オハラ(John O'Hara)"、"ジョン・ワトソン(John Watson)"という似たような名前の牛飼いはいたが、ジョン・オルセンという名の人物は名簿にはなかった。3枚目の手紙の"Young"も、そのような名前もしくは姓をもつ人物は名簿になかった。
そして、4枚目の手紙には"T"というサインがあった。乗船名簿には"ウィリアム・トビン(William Tobin)"という牛飼いと、"クリストファー・テス(Christopher Tesch)"という船員が記載されており、どちらか一方のものではないかと考えられた。
これらの手紙については信憑性が低く、本当に乗船していた者が書いたものかは分からず、証拠としては採用されなかった。だが、手紙の内容が事実であるとするならば、2月19日の午前3時20分までに沈没したということになる。現在に至るまで、船体や乗組員は発見されていない。